# Klosterskolan (novell)

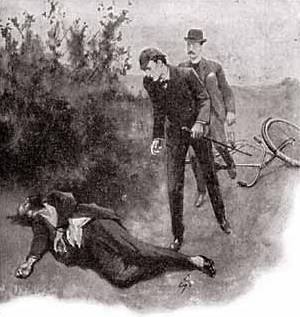
Holmes upptäcker Heideggers kropp.

Klosterskolan (engelska: The Adventure of the Priory School) är en av Sir Arthur Conan Doyles 56 noveller om detektiven Sherlock Holmes. Novellen publicerades första gången den 30 januari 1904 i den amerikanska tidskriften Collier's och i februari 1904 i brittiska The Strand Magazine. Berättelsen var en av Doyles egna personliga favoriter och han rankade den som nummer tio bland sina Holmesnoveller.
Klosterskolan ingår i novellsamlingen The Return of Sherlock Holmes.

## Handling
Det är år 1901. Holmes får besök av doktor Thorneycroft Huxtable som är rektor för en pojkskola i norra England. Huxtable ber Holmes komma med honom för att undersöka en kidnappning som skett. En av eleverna på skolan har försvunnit. Mycket pekar på att en tysklärare, Heidegger, har med försvinnandet att göra, för även Heidegger saknas. 
Holmes och doktor Watson följer med Huxtable och tar upp jakten på kidnapparna genom att följa spår av cykeldäck, för även Heideggers cykel var försvunnen. Heidegger hittas mördad av Holmes och Watson, och han framstår snarare som hjälte än misstänkt, då det verkar som han försökt skydda den kidnappade pojken. Holmes och Watson besöker också pojkens far, hertigen av Holdernesse, och Holmes iakttar likheter mellan denne och hertigens sekreterare, James Wilder.
Holmes löser mysteriet. James Wilder är i själva verket hertigens oäkta son, och han ligger bakom kidnappningen.

## Filmatisering
Novellen har filmatiserats, bland annat i en 52 minuter långt avsnitt från 1986 med Jeremy Brett i huvudrollen.